# Vecerd
Vecerd – wieś w Rumunii, w okręgu Sybin, w gminie Bârghiș. W 2011 roku liczyła 130 mieszkańców.